# Elipando Toledski
Elipando Toledski, španski nadškof in teolog, * 717, † 808.
1. 1 2 3 4  Diccionario biográfico español — Real Academia de la Historia, 2011.